# نیوپورت (اورگن)
نیوپورت (به انگلیسی: Newport) شهری در شهرستان لینکلن ایالت اورگن است و در سرشماری سال ۲۰۱۱ میلادی، ۹٬۹۸۹ نفر جمعیت داشته که نسبت به سال ۲۰۱۰، ۰٫۷۶ درصد رشد جمعیت داشته‌است.

## موقعیت جغرافیایی
موقعیت جغرافیایی شهرها و مناطق اطراف به شرح زیر است: